# Nekomata

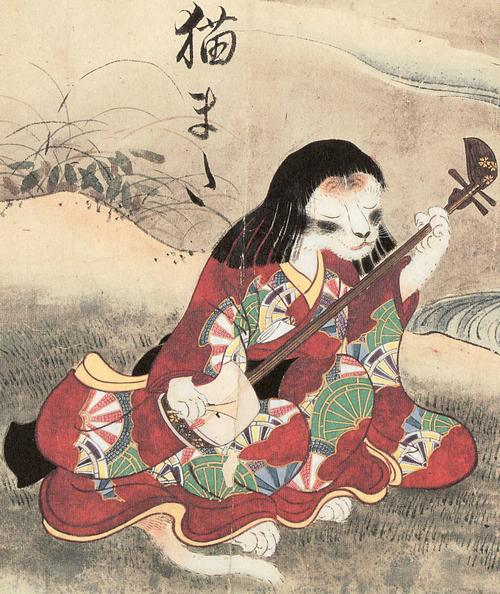
"" do Hyakkai Zukan por Sawaki Suushi

Nekomata (forma original: 猫また, formas posteriores: 猫又,猫股,猫胯) é uma espécie de gato yōkai descrito no folclore japonês, kaidan clássico, ensaios, etc. Existem dois tipos bem diferentes: os que vivem nas montanhas e os gatos domésticos que envelheceram e se transformaram em yōkai. Nekomata é frequentemente confundido com bakeneko.

## Nekomatada montanha

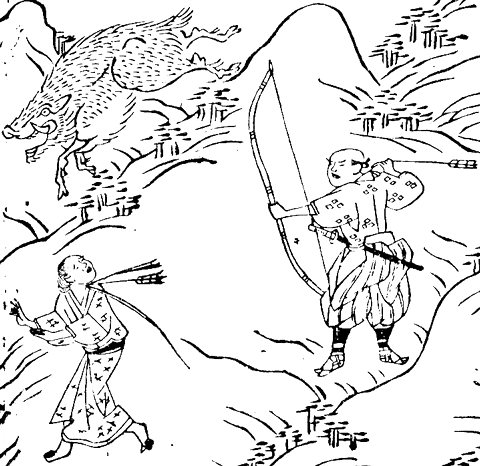
"" do "Tonoigusa" de Ogita Ansei (1660). Uma cena de um caçador atirando em um nekomata que se transformou na mãe do caçador.

Nekomata aparecem em histórias ainda mais cedo do que no Japão. Na dinastia Sui, as palavras 猫鬼 e 金花猫 descriviam gatos misteriosos. Na literatura japonesa, o nekomata apareceu pela primeira vez no Meigetsuki de Fujiwara no Teika no início do período Kamakura: no início de Tenpuku (1233), 2 de agosto, em Nanto (agora Prefeitura de Nara), foi dito que um nekomata (猫胯) matou e comeu várias pessoas em uma noite. O nekomata foi descrito como uma besta da montanha: de acordo com o Meigetsuki, "Eles têm olhos como os de um gato e um corpo grande como o de um cachorro." O ensaio Tsurezuregusa do final do período Kamakura (cerca de 1331) afirma: "Nos recantos da montanha, há aqueles chamados nekomata, e as pessoas dizem que eles comem humanos."  No entanto, muitas pessoas questionam se o nekomata é realmente um monstro felino. Como se diz que as pessoas sofrem de uma doença chamada "nekomata disease (猫跨病)", alguns interpretam o nekomata como uma fera que pegou raiva.
Mesmo nas coleções kaidan, os "Tonoigusa (宿直草)" e os "Sorori Monogatari (曾呂利物語)", os nekomata se escondem em reentrâncias nas montanhas; e há histórias de que nas profundezas das montanhas eles se transformam em humanos.  Nos dizeres populares, existem muitas histórias de nekomata da montanha. Na literatura posterior, os nekomata da montanha tendem a ser maiores. No "Shin Chomonjū (新著聞集)" os nekomata capturados nas montanhas da província de Kii são tão grandes quanto um javali; no "Wakun no Shiori (倭訓栞)" de 1775 (Anei 4), seus rugidos ecoam por toda a montanha, e podem ser vistos do tamanho de um leão ou leopardo. No "Gūisō (寓意草)" de 1809 (Bunka 6), um nekomata que segurava um cachorro em sua boca foi descrito como tendo o tamanho de 9 shaku e 5 sun (cerca de 2,8 metros).

## Nekomatadoméstico
Ao mesmo tempo, no Kokon Chomonjū do período Kamakura, na história "Kankyō Hōin (観教法印)", um velho gato criado em um vilarejo no precipício de uma montanha guardava um tesouro secreto, uma espada protetora, em sua boca e saiu correndo. As pessoas perseguiram o gato, mas ele se disfarçou e deixou para trás a ideia de que o gato se tornaria um monstro. No mencionado anteriormente "Tsurezuregusa", além dos nekomata que se escondem nas montanhas, há descrições de gatos de estimação que envelhecem, se transformam, comem e abduzem pessoas. 
Desde o período Edo, acredita-se que os gatos domésticos se transformam em nekomata à medida que envelhecem, e os nekomata montanhosos passaram a ser interpretados como gatos que fugiram para viver nas montanhas. Como resultado, em todo o Japão desenvolveu-se uma crença popular de que os gatos não devem ser mantidos por longos períodos. 
No "Ansai Zuihitsu (安斎随筆)", o cortesão Sadatake Ise declarou: "Um gato com vários anos de idade terá duas caudas e se tornará o yōkai chamado nekomata." O estudioso do período Edo, Arai Hakuseki, afirmou: "Gatos velhos se tornam 'nekomata' e confundem as pessoas." e indicou que naquela época era comum acreditar que os gatos se tornavam nekomata. Até Kawaraban do período Edo relatou esse estranho fenômeno. 
No Japão, os gatos são frequentemente associados à morte, e esse espírito em particular costuma ser culpado. Muito mais sombrio e malévolo do que a maioria dos bakeneko, diz-se que o nekomata tem poderes de necromancia e, ao ressuscitar os mortos, os controlará com danças ritualísticas, gesticulando com a pata e a cauda. Esses yōkai estão associados a incêndios estranhos e outras ocorrências inexplicáveis. Quanto mais velho e mais abusado for um gato antes de sua transformação, mais poder o nekomata teria. Para se vingar daqueles que o prejudicaram, o espírito pode assombrar os humanos com visitas de seus parentes falecidos. Alguns contos afirmam que esses demônios, como bakeneko, assumem aparências humanas, geralmente aparecendo como mulheres mais velhas, comportando-se mal em público e trazendo melancolia e malevolência onde quer que viajem. Devido a essas crenças, às vezes as caudas dos filhotes eram cortadas com base na suposição de que, se as caudas não pudessem se bifurcar, os gatos não poderiam se tornar nekomata .
No Japão também existem gatos yōkai chamados bakeneko; e como os nekomata são os yōkai dos gatos transformados, às vezes os nekomata são confundidos com o bakeneko. 

## Senri
No folclore chinês, existe um gato yōkai chamado "xiānlí/senri (仙狸)" (onde "ri狸" significa "gato leopardo"). Nesse conto, os gatos leopardo que envelhecem ganham um poder espiritual divino (artes xian ), transformam-se em um belo homem ou mulher e sugam o espírito dos humanos. 
Alguns teorizam que as lendas nekomata japonesas derivam dos contos chineses xiānlí/senri. 